# بيير دي باني
بيير دي باني ( العربية: بيير دي باين  2 أغسطس 1938 - 9 يناير 2019) كان سياسيًا كنديًا خدم في كل من مجلس العموم الكندي ومجلس الشيوخ . انتخب عضوا في البرلمان عن دائرة ماتان في عام 1968 وكان أول فلسطيني وأول شخص من أصل شرق أوسطي وأول شخص من أقلية مرئية لم يولد في كندا قاموا بإنتخابه لمجلس العموم الكندي. كان عضوًا في مجلس الوزراء الكندي أثناء وزارة ترودو الأب.

## الحياة المبكرة والتعليم
ولد في حيفا فلسطين. ثم هاجرت عائلته إلى كندا في عام 1947 للهروب من تلوح في الأفق الحرب واستقر في كيبيك. درس في سان جوزيف دي تروا ريفي كول أوج سان ألكسندر جامعة كيبيك ومن القانون في جامعة لافال.

## المسيرة السياسية
قاموا بإنتخابه لأول مرة لعضوية مجلس العموم الكندي في الانتخابات العامة عام 1968 وخدم كعضو في البرلمان لمدة ستة عشر عامًا.
في عام 1978 عين رئيس الوزراء بيير ترودو دي باني في مجلس الوزراء الكندي وزيراً للإمداد والخدمات. انضم إلى مقاعد المعارضة عندما خسر الليبراليون انتخابات عام 1979 ولكن أعيد تعيينه في مجلس الوزراء كوزير للتوسع الاقتصادي الإقليمي عندما عاد الليبراليون إلى السلطة في انتخابات عام 1980.
وفي عام 1982 أصبح دي باني وزيراً للدولة للعلاقات الخارجية وبعد ثمانية أشهر أصبح وزيراً للثروة السمكية والمحيطات .  عين دي باني في مجلس الشيوخ من قبل ترودو قبل أيام من تقاعده كرئيس للوزراء.
وكان دي باني نشطًا في العديد من لجان مجلس الشيوخ وخاصة تلك التي تتعامل مع مصائد الأسماك والشؤون الخارجية والشؤون القانونية وكان أيضًا نشطًا في الحياة العامة بشأن قضية اللاجئين الفلسطينيين.
تقاعد من مجلس الشيوخ عند بلوغه 75 عامًا في 2 أغسطس 2013 وتوفي في 9 يناير 2019 عن عمر يناهز 80 عامًا.

## أرشيف
توجد مجموعة بيير دي باني في مكتبة وأرشيف كندا .

## روابط خارجية
قالب:CA-Ministers of Fisheries